# مندرآباد
مندرآباد ، روستایی از توابع بخش دشتابی(ارداق) شهرستان بوئین‌زهرا در استان قزوین ایران است. محصول اصلی روستای مندرآباد انگور است.

## جمعیت
این روستا در دهستان زین‌آباد قرار دارد و براساس سرشماری مرکز آمار ایران در سال ۱۳۸۵، جمعیت آن ۴۸۵ نفر (۱۲۱خانوار) بوده‌است. زبان مردم این روستا ترکی بوده و شیعه مذهب می‌باشند.